# UTC+1
UTC+1 is de tijdzone voor:
- Midden-Europese Tijd (MET)
- West-Afrikaanse Tijd (WAT)

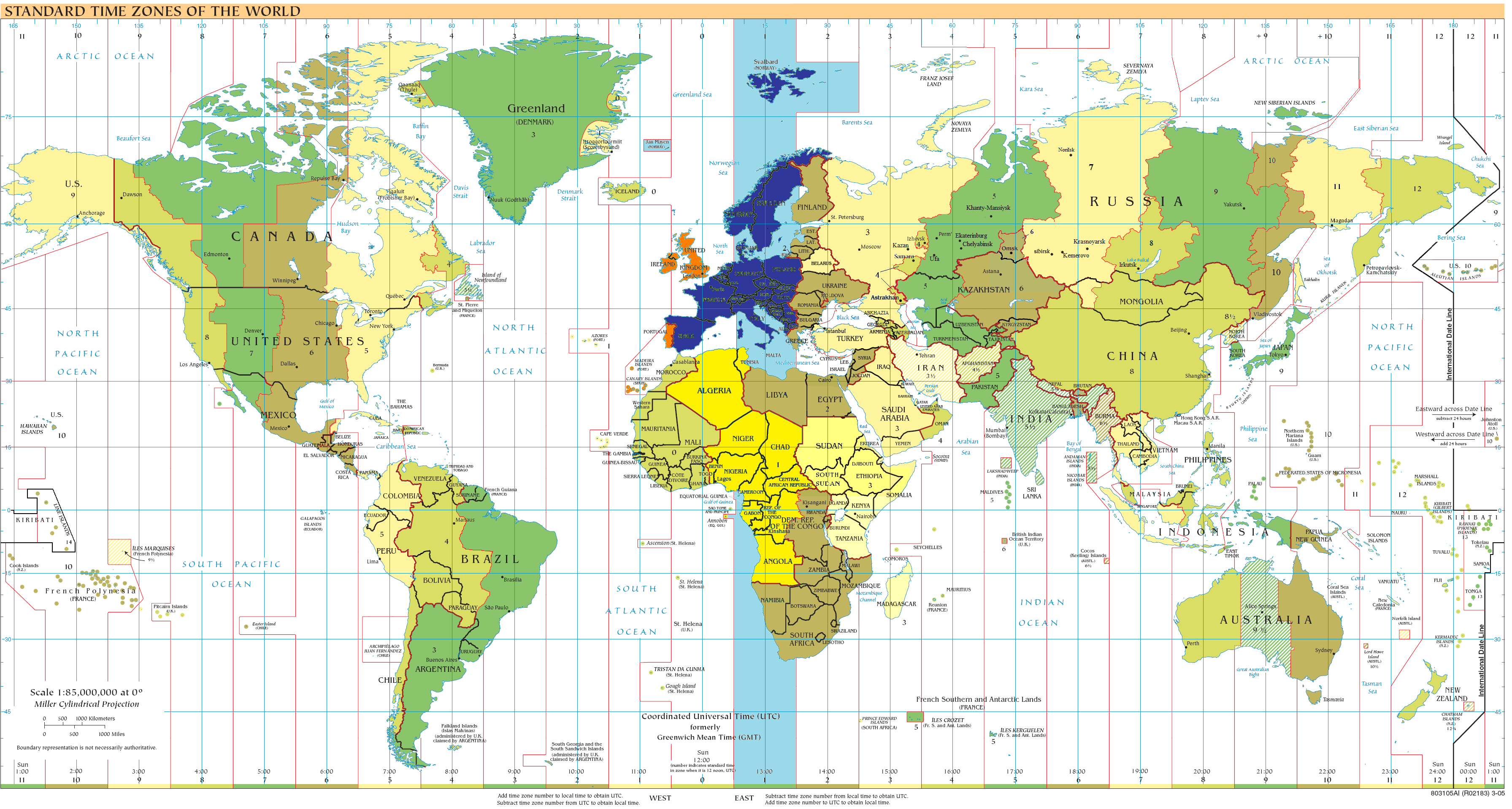
wintertijd noordelijk halfrond
wintertijd zuidelijk halfrond/zomertijd noordelijk halfrond
aan land, gehele jaar
op zee, gehele jaar

- Britse Zomertijd of Ierse Zomertijd (in Ierland) of West-Europese Zomertijd (in Portugal en op de Canarische Eilanden)

## Landen metzomertijd
Landen en gebieden met zomertijd zijn op het noordelijk halfrond (*) of het zuidelijk halfrond (**):
- Albanië*
- Andorra*
- België*
- Bosnië en Herzegovina*
- Denemarken*
- Duitsland*
- Frankrijk*
- Gibraltar*
- Hongarije*
- Italië*
- Kroatië*
- Liechtenstein*
- Luxemburg*
- Malta*
- Monaco*
- Montenegro*
- Nederland*
- Noord-Macedonië*
- Noorwegen*
  - Jan Mayen*
  - Spitsbergen*
  - Bouvet Eiland**
- Oostenrijk*
- Polen*
- San Marino*
- Servië*
- Slowakije*
- Slovenië*
- Spanje*
- Tsjechië*
- Vaticaanstad*
- Zweden*
- Zwitserland*

## Landen zonder zomertijd
Landen en gebieden zonder zomertijd zijn op het noordelijk halfrond (*) of het zuidelijk halfrond (**):
- Algerije*
- Angola**
- Benin*
- Centraal-Afrikaanse Republiek*
- Congo-Brazzaville*/**
- Congo-Kinshasa */**
  - westelijk deel
- Equatoriaal-Guinea*/**
- Gabon*/**
- Kameroen*
- Marokko*
- Niger*
- Nigeria*
- Tsjaad*
- Tunesië*